# Le Sang des Atrides
Le Sang des Atrides est un roman policier de Pierre Magnan paru en 1977. Il a reçu le prix du Quai des Orfèvres en 1978. Le titre fait référence aux Atrides, descendants d'Atrée dans la mythologie grecque. Cette référence n'est explicitée que dans les toutes dernières pages du roman.

## Résumé
Le Sang des Atrides est un roman policier dans lequel le commissaire Laviolette, personnage fétiche de l'auteur, se trouve confronté à une série de meurtres touchant Digne. Ces meurtres ont tous été commis avec la même arme : une simple fronde permettant de projeter un galet à la tête de la victime avec suffisamment de force et de précision pour la blesser mortellement. L'enquête relative au premier crime est confiée au commissaire Laviolette et au juge Chabrand. Lors du deuxième assassinat, le policier Coquet est impliqué dans les recherches. C'est lui qui voit en premier un lien entre les deux meurtres.
Après de nombreux rebondissements, Laviolette devient premier commandant. Puis un troisième meurtre a lieu : un cadavre est découvert dans la neige, tué par deux coups de galet. Près de lui, inscrites par la victime dans la neige, on peut lire les lettres "OR" qui mènent les enquêteurs sur une fausse piste. Une empreinte de pied, encore fraîche, leur permet de dresser un portrait-robot[réf. nécessaire]. D'après cette image et d'autres indices, les soupçons s'orientent vers un enfant.
Jusqu'à présent toutes les victimes étaient de jeunes hommes. La quatrième victime est une vieille femme, Adélaïde de Champclos, qui apparemment connaît le meurtrier, puisqu'elle lui écrit une lettre commençant par "Mon cher petit assassin…" Cette lettre, adressée au coupable, n’arrive jamais dans les mains de Laviolette. 
Le commissaire est finalement dessaisi de l'affaire, n'ayant pas réussi à démasquer l'assassin. Le nouvel enquêteur trouve des jumelles signées A. de T. Toutefois, le commissaire n'oublie pas sa défaite et en voyant à la télévision un gars gesticulant avec une fronde, spécialité des Bretons, il pense que le meurtrier, qui lui aussi utilise une fronde, pourrait être Breton.
Un nom breton figure dans l'annuaire téléphonique, Térénez. Chaque victime porte un vêtement acheté à la boutique Térénez, créations Digne. Enquêtant sur les Térénez, il apprend que la mère vit seule, le père étant décédé, avec une domestique, un fils et une fille handicapée. Le commissaire veut faire part de ses réflexions au juge Chabrand mais celui-ci s'est absenté. Il rend alors visite seul aux Térénez. Là, il apprend par la bonne quelques informations importantes concernant les habitudes de Mme Térénez, changeant souvent d'amant, ce qui a provoqué la rage de ses enfants qui voyait la vie comme leur mythe favori : la malédiction des Atrides

## Adaptations à la télévision
- 1981 : Le Sang des Atrides, téléfilm français réalisé par Sam Itzkovitch, adaptation du roman éponyme par Sam Itzkovitch et Michel Lebrun, avec Julien Guiomar, dans le rôle de Laviolette, Françoise Christophe et Catherine Rouvel
- 2010 : Le Sang des Atrides, épisode 2, saison 1, de la série télévisée française Les Enquêtes du commissaire Laviolette réalisé par Bruno Gantillon, avec Victor Lanoux, dans le rôle de Laviolette, Thibault de Montalembert et Annie Grégorio